# Zuersov
Zuersov – miejscowość wymieniona w bulli papieskiej z 7 lipca 1136 r. (tzw. Bulli Gnieźnieńskiej). Historycy toczą spór, o jaką współczesną miejscowość chodziło.
1. Jedna teza mówi, że była to Siersza (obecnie dzielnica Trzebini w województwie małopolskim), jako stara osada "kopaczy", czyli górników, która w średniowieczu znajdowała się przy starym szlaku handlowym łączącym Ruś Halicką z Europą Zachodnią (mniej więcej w połowie drogi między Krakowem a Bytomiem). Później szlak ten (biegnący między innymi przez dawne miasto, a obecnie wieś:  Nowa Góra, koło Krzeszowic) został przesunięty bardziej na północ (przez Olkusz), powodując rozwój Olkusza i  zubożenie miejscowości przy starym szlaku (np. Nowej Góry).
2. Druga teza przypisuje tę nazwę miastu Chorzów, położonemu w średniowieczu w kasztelanii bytomskiej.